# Ectinosoma litoralis
Ectinosoma litoralis is een eenoogkreeftjessoort uit de familie van de Ectinosomatidae. De wetenschappelijke naam van de soort is voor het eerst geldig gepubliceerd in 1958 door Noodt.